# Panmongolismo

Mapa de la bandera de Mongolia con las regiones históricas incluidas

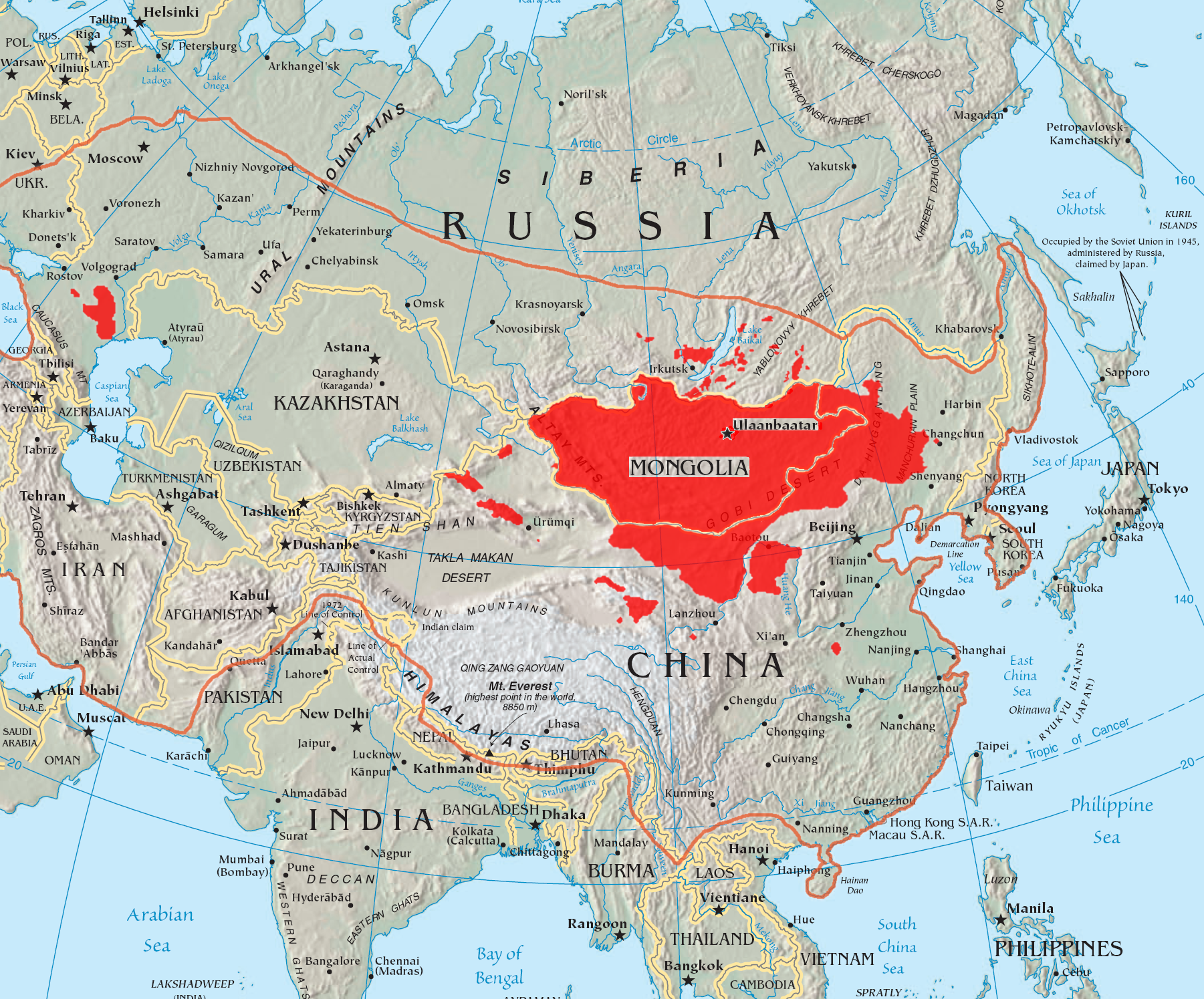
Concentraciones de mongoles étnicos (en rojo) dentro del Imperio mongol (delineado en naranja)

El Panmongolismo o Pan-mongolismo es una ideología irredentista que aboga por la unión y solidaridad cultural y política de los mongoles. Todo para el territorio propuesto, llamado la Gran Mongolia (en Mongol: Даяар Монгол, Dayaar Mongol), generalmente incluye el estado independiente de Mongolia, las regiones chinas de Mongolia Interior y Dzungaria (en Xinjiang), la república rusa de Buriatia,Tuvá, el Krai de Altái, la República de Altái. A partir del año 2006, todas las áreas en la Gran Mongolia excepto Mongolia tienen mayorías de población no mongolas.
El movimiento nacionalista surgió en el siglo XX en respuesta al colapso de la dinastía Qing y la posibilidad de la creación de un estado independiente de Mongolia. Después de que el Ejército Rojo ayudó a establecer la República Popular de Mongolia, la política exterior de Mongolia priorizó la búsqueda del reconocimiento de la independencia sobre la expansión territorial. Después de la revolución mongola de 1990 que puso fin al régimen comunista en Mongolia, surgieron varias organizaciones que promueven abiertamente el Panmongolismo, pero tienen poco apoyo popular.

## Historia

### Principios delsigloXX
La dinastía Qing (1644-1912) controlaba la actual Mongolia, Tuvá, Mongolia occidental y Mongolia Interior. Sin embargo, antes de que la República Popular de China (1949-presente) ampliara enormemente el territorio de Mongolia Interior a su forma actual, Mongolia Interior solo se refería a las áreas mongolas dentro de las provincias chinas de Ningxia, Suiyuan y Chahar. Los mongoles en Manchuria, conocida entonces como Xing'an y ahora como Hulunbuir, se consideraron étnicamente distintos tanto de las tribus mongolas internas como a las externas, y esta región se llamó "Mongolia oriental". Mongolia Interior, que se había unido a los Qing en el año 1636 como aliados en lugar de sujetos conquistados, fueron directamente administrados y controlados por los Qing, y se les dio acceso a la aristocracia Qing. La Mongolia exterior recibió más autonomía, derechos nómadas y su propio centro budista. Habiendo colonizado Buriatia en el siglo XVII, y la cuenca de Amur en el año 1862, en el Imperio ruso, el gobierno persiguió las políticas en apoyo de una "política expansionista a largo plazo, destinada a quitar un día el control de Mongolia a China".
A comienzos del siglo XX, los Qing, razonando que los rusos tendrían más dificultades para anexar territorios colonizados por muchos han, redujeron sus numerosas restricciones al asentamiento Han en el territorio de Qing. Esta política estimuló un nacionalismo antichino de la Gran Mongolia entre unos pocos mongoles.
En 1911, Mongolia declaró su independencia y fundó el Kanato de Bogd.
Cuando la dinastía Qing colapsó con el establecimiento de la nueva República de China (ROC) en 1911, la mayoría de los principados de Mongolia Interior se aliaron con los Mongoles Exteriores en lugar de con el Kanato de Bogd de Mongolia. Los primeros líderes republicanos de China utilizaron consignas como Cinco razas bajo una unión, Democracia y Meritocracia para tratar de persuadir a todos los mongoles para que se unan a la nueva república. Sin embargo, nunca fueron capaces de ocultar su condescendencia hacia los pueblos de la frontera. En el verano de 1911, los príncipes de Mongolia ya habían decidido declarar la independencia y recurrir a Rusia en busca de apoyo. Se reunieron con representantes rusos en Ulan Bator y persuadieron a Rusia a defender la autonomía de los mongoles dentro de China. Los rusos entendieron que esta autonomía solo se aplicaba en Mongolia Exterior, pero los príncipes la interpretaron como santificadora de una Gran Mongolia de Mongolia Exterior, Mongolia Interior, Mongolia Oriental y Tannu Uriankhai (Tuvá).
El príncipe de Mongolia Interior Gungsangnorbu se correspondió con el gobierno autónomo en Ulán Bator sobre la posibilidad de una Gran Mongolia. Descubrieron que tenían desacuerdos agudos sobre tal estado, debido al estilo de vida y la orientación agrícola de los mongoles interiores hacia China, en contraste con el estilo de vida nómada y la orientación de los mongoles externos hacia Rusia.
Los mongoles a veces han abogado por el área histórica de Ozrat Dzungar Mongol de Dzungaria en el norte de Xinjiang, que se anexará al estado mongol en nombre del Panmongolismoo.
Las leyendas crecieron entre los Oirates restantes que Amursana no había muerto después de que huyó a Rusia, pero estaba vivo y regresaría a su pueblo para liberarlos del dominio Manchú de Qing y restaurar la nación Oirat. Las profecías habían estado circulando sobre el regreso de Amursana y el renacimiento de los Oirates en la región de Altái. El Oirate Kalmyk Ja Lama afirmó ser un nieto de Amursana y luego afirmó ser una reencarnación del mismo Amursana, predicando la propaganda anti-manchú en el oeste de Mongolia en la década de 1890 y llamando al derrocamiento de la dinastía Qing. Ja Lama fue arrestado y deportado varias veces. Sin embargo, regresó a Oirates Torghuts en Altay (en Dzungaria) en 1910 y en 1912 ayudó a los mongoles exteriores a atacar a la última guarnición de Qing en Kovd, donde el manchú amban se negaba a partir y luchaba contra el recién declarado estado independiente de Mongolia. La fuerza Manchú Qing fue derrotada y asesinada por los mongoles después de la caída de Khovd.
```
Ja Lama dijo a los remanentes de Oirates en Xinjiang: "Soy un monje mendicante del reino del zar ruso, pero nací de los grandes mongoles. Mis rebaños están en el río Volga, mi fuente de agua es el Irtysh. Hay muchos guerreros héroes. conmigo. Tengo muchas riquezas. Ahora he venido a reunirme con ustedes, mendigos, remanentes de los Oirates, en el momento en que comienza la guerra por el poder. ¿Van a apoyar al enemigo? Mi patria es 
Altai
, 
Irtysh
, 
Khobuk-sari
, 
Emil
, 
Bortala
, 
Ili
 y 
Alatai
. Esta es la madre patria Oirat. Por descendencia, soy el bisnieto de Amursana, la reencarnación de Mahakala, dueño del caballo Maralbashi. Yo soy a quien llaman el héroe Dambijantsan. vinieron a trasladar mis pastos a mi propia tierra, para recoger mis hogares y mis sirvientes, para darles favor y para moverme libremente".
[
25
]
[
26
]
```

Ja Lama construyó un feudo de Oirates centrado alrededor de Kovd, él y sus compañeros Oirates de Altái querían emular el imperio Oirat original y construir otra gran nación unida Oirates de los nómadas del oeste de China y Mongolia, pero fue arrestado por los rusos Cosacos y deportados en 1914 a petición del gobierno de Mongolia después de que los mongoles locales se quejaron de sus excesos y por temor a crear un estado separatista de Oirates y dividirlos entre los mongoles de Khalkha. Ja Lama regresó en 1918 a Mongolia y reanudó sus actividades y se sostuvo a sí mismo extorsionando caravanas pasajeras, pero fue asesinado en 1922 por orden de las nuevas autoridades comunistas mongolas bajo Damdin Sükhbaatar.
En la parte de Buriatia Mongola Transbaikalian Cossack, el Ataman Grigory Semyonov declaró un "Gran Estado Mongol" en 1918 y tenía el propósito de unificar las tierras de la Oirates Mongola, partes de Xinjiang, Transbaikal, Mongolia Interior, Mongolia Exterior, Tannu Uriankhai, Hovd, Hu-lun-pei -erh y Tíbet en un solo estado de Mongolia.
De 1919 a 1921, un ejército chino dirigido por Xu Shuzheng ocupó Mongolia Exterior. Este período terminó cuando el general ruso blanco el Baron Roman von Ungern-Sternberg protegió la independencia de Mongolia, que deportó al ejército de ocupación chino de Mongolia Exterior El porcentaje Han de la fuerza laboral industrial disminuyó del 63 al 10 por ciento en 1932. El Oirate Kalmyk Mongol Ja Lama intentó establecer un estado separatista de Oirates alrededor de Khovd en el oeste de Mongolia Exterior, con la esperanza de unir a las tribus Oirates en Dzungaria y Mongolia occidental para formar un nuevo imperio Oirates como el Kanato del Dzungar. Ja Lama afirmó ser el nieto y la reencarnación del líder de Dzungar Amursana.

### La Segunda Guerra Mundial
La Revolución de Mongolia Exterior de 1921 fijada por la Unión Soviética fijó las fronteras actuales de Mongolia para incluir solo a la Mongolia Exterior, debido a las necesidades soviéticas de un Estado tapón en lugar de una frontera vaga. El Buriatia Mongol Agvan Dorzhiev intentó abogar por las áreas de la Oirates Mongola como Tarbagatai, Ili y Altái para ser añadidas al estado de Mongolia Exterior. Debido a la preocupación de que se provocaría a China, esta propuesta de incorporación de Oirates Dzungaria al nuevo estado de Mongolia Exterior fue rechazada por los soviéticos. Los líderes insatisfechos de Mongolia Exterior solían alentar y apoyar vigilantes que intentaron limpiar étnicamente a los chinos Han del interior y del este de Mongolia; muchos líderes rebeldes fracasados huyeron a Mongolia Exterior. Después de la invasión japonesa de China en 1937, los japoneses instalaron el gobierno títere de Mengjiang en Mongolia Interior y de Manchukuo para incluir a Mongolia Oriental. La política imperial japonesa coqueteó con el pan-mongolismo como arma contra los chinos, pero mantuvo las divisiones políticas tradicionales chinas de los mongoles, ya que su principal objetivo era promover el idioma y la cultura japoneses en lugar de las mongolas. Durante la ocupación japonesa, los conflictos fronterizos soviético-japoneses enfrentan a los mongoles en ambos lados de la frontera entre China y Mongolia, y según un académico "finalizaron la separación permanente de Mongolia y Mongolia Interior" 14 Sin embargo, la propaganda de guerra de la Unión Soviética y de Mongolia Exterior alentó a los mongoles del interior y del este a luchar contra los japoneses para crear una Gran Mongolia. El príncipe Demchugdongrub, que opera desde Mongolia Oriental, era partidario del Pan-Mongolismo y un colaborador japonés.
En 1943, la Oficina Británica de Asuntos Exteriores y de la Commonwealth predijo que la Unión Soviética promovería la idea de una Gran Mongolia para separar la Mongolia Interior de China y Mongolia Oriental de la influencia china. Un año después, el satélite soviético La república de Tuvá fue anexada a la SFSR rusa. Durante la invasión soviética de Manchuria en agosto de 1945, las tropas externas de Mongolia ocuparon Mongolia Interior y Oriental, y los líderes colaborativistas japoneses como De Wang fueron secuestrados en Mongolia Exterior para ser inculcados con ideales pan-mongoles. Percibiendo una amenaza inminente a la integridad territorial de China, Chiang Kai-shek firmó un acuerdo con los soviéticos durante la ocupación de Mongolia que le dio al chino el reconocimiento de la independencia de Mongolia Exterior. A cambio del cumplimiento de este antiguo objetivo de la política exterior soviética, el acuerdo establecía que la independencia de Mongolia solo sería efectiva "dentro de las fronteras existentes [de la Mongolia Exterior]". Las tropas de Mongolia exterior se retiraron posteriormente de China. En el año 1947, Chiang renovó su reclamación en Mongolia Exterior en respuesta a presuntas incursiones de Mongolia en la Xinjiang de China durante el Incidente de Pei-ta-shan.

### 1949-90
La revolución comunista de 1949 en China vio el reconocimiento chino comunista de la independencia de Mongolia, y prometió una nueva era de fraternidad comunista entre los gobiernos chino, mongol y soviético. En el mismo año, el diplomático soviético Anastas Mikoyan visitó la sede comunista china en Xibaipo para negociar un nuevo tratado chino-soviético. El líder chino Mao Zedong preguntó sobre la posibilidad de una Gran Mongolia bajo control chino; El primer ministro soviético Iósif Stalin respondió, a través de Mikoyan, que dado que la Mongolia Exterior nunca renunciaría voluntariamente a su independencia, la única forma en que se produciría una Gran Mongolia sería a través de la pérdida del territorio chino. Mao posteriormente abandonó cualquier esperanza de una Gran Mongolia liderada por China. China y la Unión Soviética aplicaron diferentes políticas étnicas a sus minorías mongolas. Mientras que Rusia fomentaba las identidades locales: de Buriatia en lugar de la Buriatia-Mongola y Kalmyk en lugar del Kalmyk-Mongol, China alentó a sus mongoles a restar importancia a sus identidades tribales y locales e identificar simplemente como "mongoles". El gobierno comunista de Mongolia promovió la idea de que todos los mongoles deberían ser asimilados por el subgrupo Khalkha, rechazando la idea de un Estado de Gran Mongolia inclusivo como desleal a Mongolia.
China diseñó todo Xinjiang, incluido el antiguo territorio Oirates Mongol Dzungar en Dzungaria como "Región Autónoma Uigur de Xinjiang" el 1 de octubre de 1955. Durante la década de 1950, el líder mongol Yumjaagiin Tsedenbal visitó China una vez para pedir ayuda en subsidios y mano de obra. China y la Unión Soviética también colaboraron para organizar festivales pan-mongoles entre Mongolia Interior y la República Popular de Mongolia. Sin embargo, el Partido Comunista de la Unión Soviética prohibió las celebraciones de Genghis Khan debido a las actitudes negativas de Rusia hacia las conquistas mongolas. La división chino-soviética desde 1960 llevó a Mongolia a alinearse con el poder que percibían como menos amenazante, es decir, a la URSS, y a publicar piezas provocadoras pan-mongoles en la prensa estatal mongola. Durante la década de 1980, las relaciones entre China y Mongolia mejoraron con el intercambio de equipos de lucha de Mongolia y la promesa de Mijaíl Gorbachov de retirar las tropas soviéticas de Mongolia.

### 1990-presente

Regiones comúnmente asociadas con el irredentismo mongol.

Después de que la Revolución de Mongolia en el año 1990 produjo una Mongolia más independiente de la influencia soviética, tanto China como Rusia expresaron su preocupación de que el nacionalismo panmongol que estaba floreciendo en Mongolia podría penetrar en sus fronteras. Un aumento en el sentimiento panmongol resultó en una serie de conferencias de "Unidad de las tres Mongolias" en Ulán Bator, así como en organizaciones financiadas por el gobierno para el "desarrollo cultural internacional mongol". En 1992, el Ministerio de Relaciones Exteriores de Mongolia publicó una extensa lista de territorios que afirmó haber "perdido" en varias áreas de China y Rusia en demarcaciones fronterizas en 1915, 1932, 1940, 1957, 1962 y 1975. Al mismo tiempo, surgieron en Mongolia tres críticas principales al Panmongolismo. El primero enfatizó el nacionalismo mongol, que sostenía que Mongolia necesitaba integrar a sus minorías no mongolas existentes, como los kazajos, en lugar de expandirse fuera de sus fronteras. El segundo expresó su creencia en la superioridad de los mongoles Khalkha como los mongoles más racialmente puros ("Khalkha-centrismo"), despreciando a los Buriatiaos y los mongoles internos como "mestizos" rusos y chinos, respectivamente. La tercera crítica señaló que el poder político de aquellos dentro de las fronteras actuales de Mongolia se diluiría en una Gran Mongolia. Los nacionalistas céntricos de Khalkha discriminan contra los Oirates y Buriatos de Rusia y los mongoles internos de China, viéndolos como agentes de Rusia y China, respectivamente.
En 1994, China y Mongolia firmaron un tratado en el que ambos prometían respetar la integridad territorial de cada uno. En el mismo año, la rama del Partido Comunista de China en Mongolia Interior explícitamente repudió y condenó la idea de una Gran Mongolia, citando la amenaza a la unidad de China y el probable dominio de Mongolia en dicha unión. Debido a la existencia de un estado independiente de Mongolia, los mongoles internos generalmente no han aspirado a un estado independiente propio, y el poco sentimiento separatista en Mongolia Interior aspira a la unión con la Mongolia independiente. Los sentimientos no son recíprocos, ya que la historia y la geografía de China no se enseñan en las escuelas mongolas, y el conocimiento de los mongoles interiores de Mongolia es bajo. De manera similar al gobierno de Mongolia Interior, los altos funcionarios de Buriatia han reaccionado a la idea de Gran Mongolia rechazando que los Buriatos sean mongoles en absoluto. Desde la normalización de las relaciones chino-mongolas en 1994, el gobierno de Mongolia no apoya el nacionalismo mongol mayor, pero tolera organizaciones que sí lo hacen, como el periódico mongol Il Tovchuu. En 2002, la República de China (Taiwán)reconoció la independencia de Mongolia y estableció relaciones informales con Mongolia. Varias organizaciones pequeñas en Mongolia abogan por una Gran Mongolia.

## Lecturas Adicionales
- Andreyev, Alexandre (2003). La Rusia Soviética y el Tíbet: la debacle de la diplomacia secreta, 1918-1930. Volume 4 of Brill's Tibetan Studies Library, V.4 (illustrated edición). BRILL. ISBN 9004129529. Consultado el 24 de abril de 2014.
- Andreyev, Alexandre (2014). El mito de los maestros resucitados: las vidas ocultas de Nikolai y Elena Roerich. BRILL. ISBN 9004270434. Consultado el 24 de abril de 2014.
- Baabar (1999).  Kaplonski, Christopher, ed. Twentieth Century Mongolia, Volume 1 (illustrated edición). White Horse Press. ISBN 1874267405. Consultado el 24 de abril de 2014.
- Baabar, Bat-Ėrdėniĭn Baabar (1999).  Kaplonski, Christopher, ed. Historia de Mongolia (illustrated, reprint edición). Monsudar Pub. ISBN 9992900385. Consultado el 24 de abril de 2014.
- Croner, Don (2009). «Lama falso - La vida y la muerte de Dambijantsan». dambijantsan.doncroner.com. Ulaan Baatar: Don Crone. Archivado desde el original el 3 de septiembre de 2014. Consultado el 29 de agosto de 2014.
- Croner, Don (2010). «Ja Lama - La vida y la muerte de Dambijantsan». dambijantsan.doncroner.com. Ulaan Baatar: Don Crone. Archivado desde el original el 11 de enero de 2016. Consultado el 29 de agosto de 2014.
- Dunnell, Ruth W.; Elliott, Mark C.; Foret, Philippe; Millward, James A (2004). Nueva historia imperial de Qing: La fabricación del imperio asiático interno en Qing Chengde. Routledge. ISBN 1134362226. Consultado el 10 de marzo de 2014.
- Dupree, Louis; Naby, Eden (1994).  Black, Cyril E., ed. La modernización de Asia Interior. Contributor Elizabeth Endicott-West (reprint edición). M.E. Sharpe. ISBN 0873327799. Consultado el 24 de abril de 2014.
- Lattimore, Owen; Nachukdorji, Sh (1955). Nacionalismo y Revolución en Mongolia. Brill Archive. Consultado el 24 de abril de 2014.
- Millward, James A. (1998). Más allá del pase: Economía, etnicidad e imperio en Qing Asia Central, 1759-1864 (illustrated edición). Stanford University Press. ISBN 0804729336. Consultado el 10 de marzo de 2014.
- Morozova, Irina Y. (2009). Revoluciones socialistas en Asia: la historia social de Mongolia en el siglo XX. Routledge. ISBN 113578437X. Consultado el 24 de abril de 2014.
- Paine, S. C. M. (1996). Rivales imperiales: China, Rusia y su disputa fronteriza (illustrated edición). M.E. Sharpe. ISBN 1563247240. Consultado el 24 de abril de 2014.
- Palmer, James (2011). The Bloody White Baron: la historia extraordinaria del noble ruso que se convirtió en el último Khan de Mongolia (reprint edición). Basic Books. ISBN 0465022073. Consultado el 22 de abril de 2014.
- Pegg, Carole (2001). Música de Mongolia, Danza y Narración Oral: Interpretando Identidades Diversas, Volumen 1 (illustrated edición). University of Washington Press. ISBN 0295980303. Consultado el 24 de abril de 2014.
- Sanders, Alan J. K. (2010). Diccionario histórico de Mongolia. Volume 74 of Historical Dictionaries of Asia, Oceania, and the Middle East (3, illustrated edición). Scarecrow Press. ISBN 0810874520. Consultado el 24 de abril de 2014.
- Sinor, Denis, ed. (1990). Aspectos de la Civilización Altaica III: Actas de la Trigésima Reunión de la Conferencia Internacional Altaísta Permanente, Universidad de Indiana, Bloomington, Indiana, 19-25 de junio de 1987. Volume 3 of Aspects of Altaic civilization / ed. by Denis Sinor Volume 145 of Indiana University Uralic and Altaic series, Indiana University Bloomington. Contributor Indiana University, Bloomington. Research Institute for Inner Asian Studies. Psychology Press. ISBN 0700703802. Consultado el 24 de abril de 2014.
- Universität Bonn. Ostasiatische Seminar (1982). Asiatische Forschungen, volúmenes 73-75. O. Harrassowitz. ISBN 344702237X. Consultado el 24 de abril de 2014.
- Znamenski, Andrei (2011). Red Shambhala: magia, profecía y geopolítica en el corazón de Asia (illustrated edición). Quest Books. ISBN 0835608913. Consultado el 24 de abril de 2014.
- Boletín de la Sociedad de Mongolia, volúmenes 9-12. Contributor Mongolia Society. The Society. 1970. Consultado el 24 de abril de 2014.
- Mongolia Society (1970). Mongolia Society Bulletin, Volumes 9-12. Mongolia Society. Consultado el 24 de abril de 2014.

- Datos: Q2593895
- Multimedia: Pan-Mongolism / Q2593895